# Columna seca

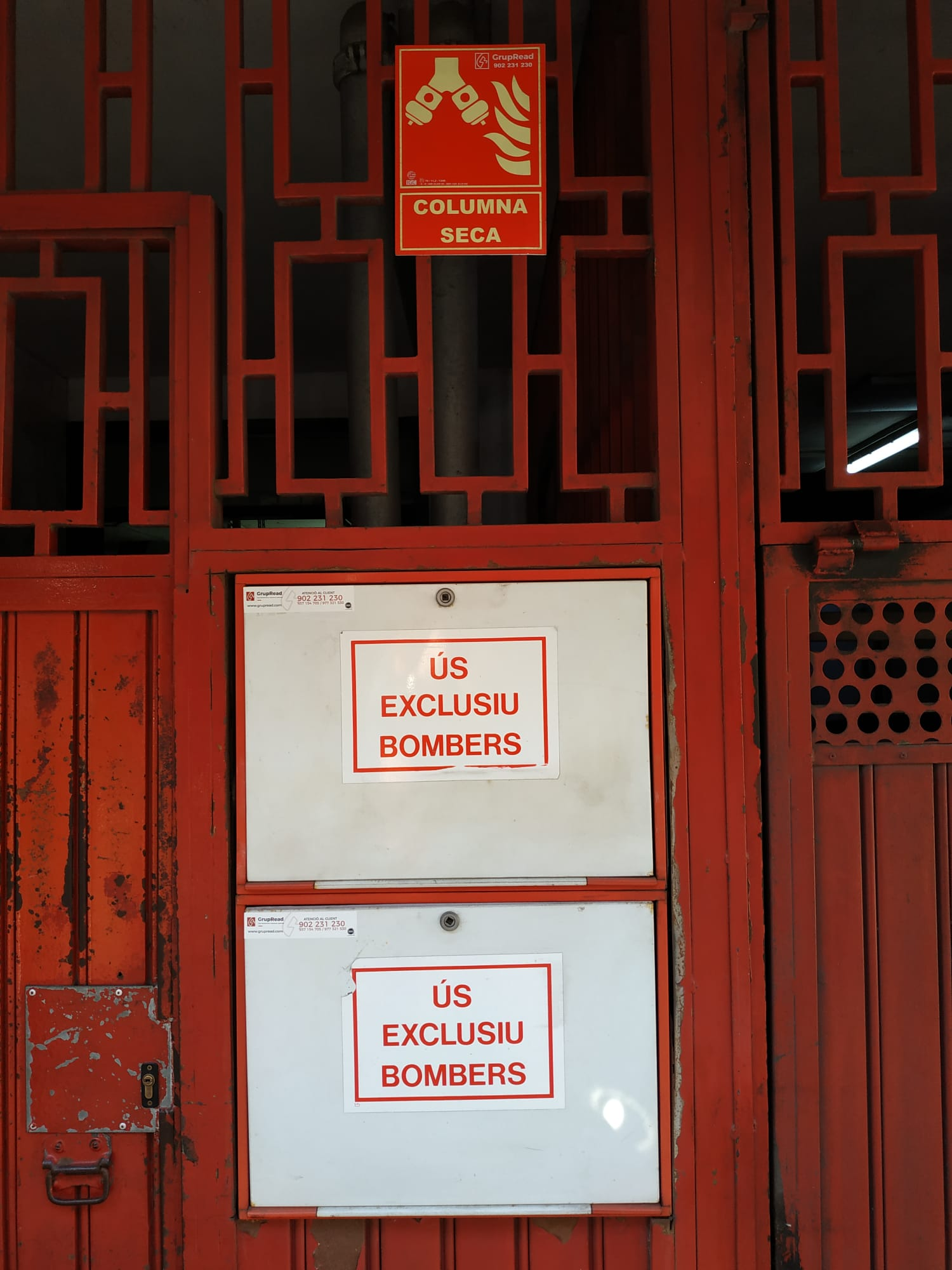
Escomeses de 2 columnes seques

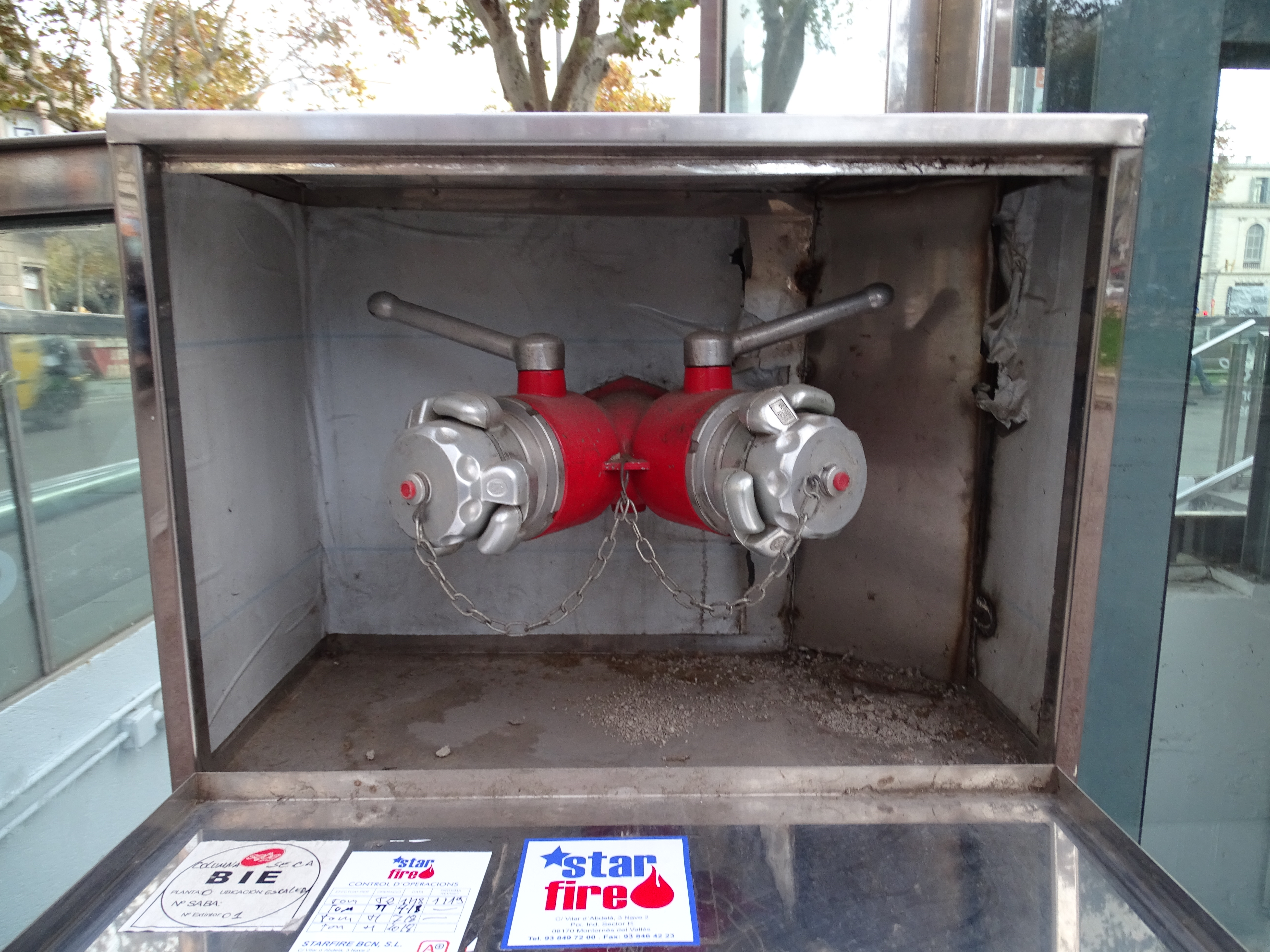
Escomesa d'aparcament amb la tapa oberta

Una columna seca és una canonada fixa i rígida amb diverses boques de sortida repartides estratègicament per una construcció, la qual, en cas d'haver de ser utilitzada, és carregada d'aigua pels bombers. Gràcies a la columna seca els bombers poden transportar aigua dins l'edifici ràpidament i eficaç, sense necessitat d'estendre mànegues per la caixa d'escala, cosa que facilita l'evacuació.

## Descripció
És una instal·lació de protecció contra incendis per a ús exclusiu dels bombers consistent en una canonada normalment buida, que a partir d'una escomesa a la façana d'un edifici, discorre verticalment generalment per la caixa d'escala, amb boques de sortida a les plantes, per a la connexió de les mànegues dels bombers. L'escomesa de la façana té una connexió siamesa amb claus i ràcords Barcelona de 70 mm de diàmetre, on els bombers connectaran les mànegues procedents dels autotancs. La tapa de l'escomesa és rectangular, de 55 cm d'amplada i 40 cm d'alçada, pintada de blanc i amb la inscripció 'ÚS EXCLUSIU BOMBERS' en lletres vermelles. La canonada és d'acer galvanitzat amb un diàmetre de 80 mm. Les sortides a les plantes (cada 2 plantes fins a la vuitena i totes a partir d'aquesta) tenen una connexió siamesa amb claus i ràcord Barcelona de 45 mm de diàmetre. La tapa és de vidre amb la inscripció 'ÚS EXCLUSIU BOMBERS' en lletres vermelles. Cada 4 plantes hi ha una clau de seccionament. La columna seca descendent té clau de seccionament a cada planta.

## Normativa
La normativa de protecció contra incendis espanyola obliga a la instal·lació de columna seca als edificis de més de 24 m d'alçada, als hospitals de més de 15 m d'alçada, als aparcaments de més de 3 plantes soterrani o més de 4 plantes pis i a les indústries de risc intrínsec mig o alt de més de 15 m d'alçada.